# صباح محمد (لاعب كرة قدم مالديفي)
صباح محمد مواليد 18 أبريل 1980، هو لاعب كرة قدم مالديفي. يلعب كمدافع.

## المسيرة الاحترافية

### أندية لعب لها
- نادي نيو راديانت
- نادي فيكتوري
- نادي نيو راديانت
- نادي في بي
- نادي فيكتوري

## روابط خارجية
- صباح محمد على موقع ناشيونال فوتبول تيمز (الإنجليزية)